# Júlio Prestes

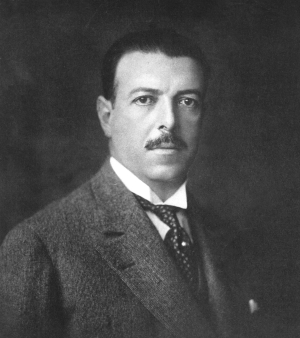
Júlio Prestes

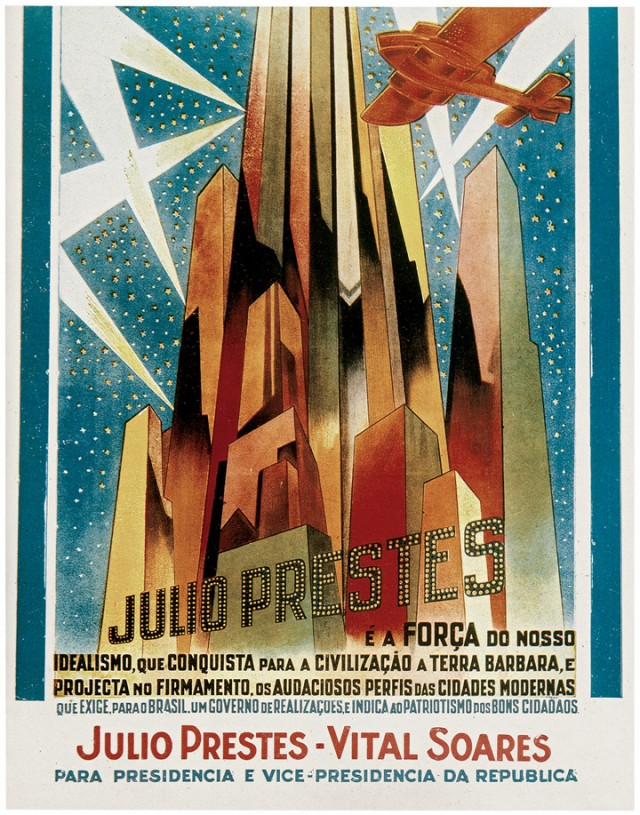
Wahlplakat 1930

Júlio Prestes de Albuquerque (* 15. März 1882 in Itapetininga; † 9. Februar 1946 in São Paulo) war ein brasilianischer Politiker und designierter Präsident von Brasilien.

## Leben
Júlio Prestes war einer von neun Söhnen des Politikers und ehemaligen Gouverneurs des Bundesstaates São Paulo Fernando Prestes de Albuquerque (1855–1937) und Olimpia Santana. 1901 war er in die Faculdade de Direito de São Paulo eingetreten und schloss sein rechtswissenschaftliches Studium 1906 als Rechtsanwalt ab.
Seine politische Laufbahn begann mit dem Eintritt in den Partido Republicano Paulista (PRP), der Partei seines Vaters, für diese Partei wurde er in die Legislativversammlung des Bundesstaats São Paulo als Landesabgeordneter gewählt. Er hatte dieses Mandat in Folge von 1909 bis 1923 inne. Von 1924 bis 1927 war er Bundesabgeordneter seines Heimatstaates in der Abgeordnetenkammer des brasilianischen Nationalkongresses.
Vom 17. Juli 1927 bis zum 21. Mai 1930 war er der 13. Gouverneur des Bundesstaates São Paulo. Am 1. März 1930 wurde er mit 1.091.709 von 1.890.524 Stimmen zum Präsidenten Brasiliens gewählt. Júlio Prestes konnte sein Amt aber nie ausüben, da die Revolution vom Oktober 1930 seinen Vorgänger Washington Luís Pereira de Sousa durch einen Staatsstreich absetzte und die Staatsmacht am 3. November 1930 an Getúlio Dornelles Vargas übergab. Mit ihm endet die República Velha, die seit dem Sturz der Monarchie im Jahr 1889 bestand. Bis 1934 lebte er im Exil in Portugal. Nach seiner Rückkehr widmete er sich seinem Landgut. Erst nach dem Sturz von Getúlio Vargas im Jahr 1945 und der politischen Liberalisierung kehrte er in die Politik zurück und war Mitgründer der União Democrática Nacional (UDN). Ein Jahr später starb er.